# Welches Dam
Welches Dam är en by i civil parish Manea, i distriktet Fenland, i grevskapet Cambridgeshire i England. Byn är belägen 27 km från Cambridge. Welches Dam var en civil parish 1858–1960 när blev den en del av Manea och Chatteris. Civil parish hade 69 invånare år 1961.